# Лесли (дворянский род)
Лесли (англ. Leslie) — русский дворянский род, смоленская ветвь шотландского рода Лесли. Родоначальник — генерал русской службы Александр Ульянович Лесли (1574? — 1663).

## Представители

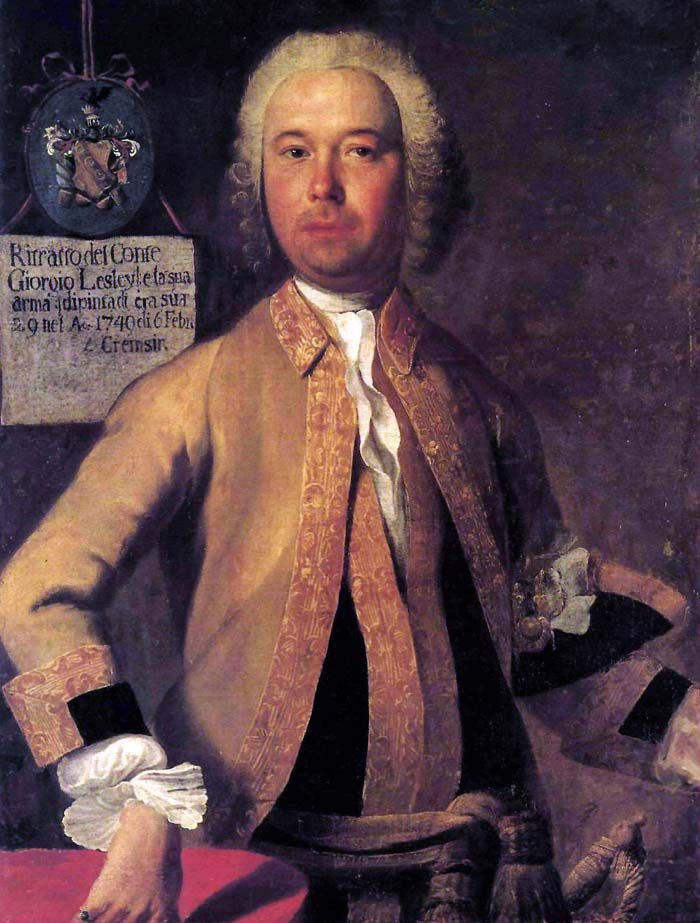
Грот Г. Х. Портрет секунд-майора кирасирского полка Георгия Юрьевича Лесли, 1749

- Лесли Иван Иванович — московский дворянин (1658).
- Лесли Фёдор Абрамович — стряпчий (1677), стольник (1686—1692)[2].
- Лесли, Дмитрий Егорович (ок. 1748—1815) — генерал-майор, шеф 1-го Чугуевского казачьего регулярного полка (1797—1798).
  - Елизавета Дмитриевна (1775—), её мужем был инженер-генерал-майор Александр Петрович Апухтин (1775—1844).
  - Варвара Дмитриевна (1763—1857), в замужестве Энгельгардт.
  - Лесли, Александр Дмитриевич (1781—1856) — дворянин Смоленской губернии, инициатор первого в Отечественную войну 1812 года отряда ополчения, старший из сыновей Д. Е. Лесли.
    - Лесли, Иван Александрович — штабс-капитан, смоленский помещик.
      - Лесли, Евгений Иванович (1828—1854) — русский военно-морской офицер.
      - Лесли, Пётр Иванович (1832—1877) — русский военно-морской офицер.

    - Лесли, Александр Александрович (1810—1877) — уездный предводитель дворянства.
      - Лесли, Александр Александрович (1845—1899) — российский генерал-лейтенант.

  - Лесли, Григорий Дмитриевич (1782—) — участник ополчения 1812 года. Награждён орден Св. Владимира 4-й степени.
  - Лесли, Егор Дмитриевич (1783—) — участник ополчения 1812 года.
  - Лесли, Пётр Дмитриевич (1785 — ок. 1870) — по окончании военной кампании 1812 года был Смоленским уездным предводителем дворянства, исполнял и должность губернского предводителя, председатель смоленской палаты уголовного суда[3].

- Лесли, Иван Васильевич — владелец усадьбы Герчиково.
  - Лесли, Сергей Иванович (ок. 1758—1826) — смоленский губернский предводитель дворянства.
- Лесли, Юрий Фёдорович (ум. 1737) — генерал-майор (1735), внук А. У. Лесли.
  - Лесли, Георгий Юрьевич (1720/1722-1773) — в 1736 поступил на военную службу, 1737 подпоручик, 1740 капитан, 1745 секунд-майор, 1749 премьер-майор, 1753 подполковник, 1755 полковник. В 1764 вышел в отставку в чине генерал-майора. В 1749 служил в Киевском драгунском полку[4].